# 威利·特拉维
威利·特拉维（英語：Willy Telavi，1954年1月28日—），图瓦卢政治人物，第11任图瓦卢总理（2010年-2013年）。